# Una grande occasione
Una grande occasione fu un programma televisivo italiano condotto da Luciano Rispoli e Anna Carlucci, andato in onda su Rai Due per una sola edizione, dall'11 novembre 1987 al 14 febbraio 1988, per quindici puntate alle 20:30.

## Il programma
La grande occasione a cui fa riferimento il titolo nasceva dallo spunto di come una famiglia media italiana avrebbe speso la cifra di un miliardo di lire. Nel corso delle puntate venivano effettuate simulazioni di gestione del patrimonio, tecniche di risparmi o di investimenti e diverse altre prove, con lo scopo di decidere quale, fra le famiglie in gara, fosse la più meritevole di aggiudicarsi un miliardo di lire.
Le simulazioni venivano giudicate da tre esperti: uno finanziario, uno assicurativo e uno bancario. Al termine delle dodici puntate vennero scelte due famiglie che si sfidarono in una gara finale per decidere il vincitore assoluto che avrebbe conquistato la somma messa in palio..
Il varietà era sponsorizzato dal Monte dei Paschi di Siena, dalla Toro Assicurazioni e dal Gruppo Prime.